# Flagge North Dakotas

Flagge von North Dakota

Gouverneursflagge

Das Design der Flagge von North Dakota ist fast eine exakte Kopie des Einheitenbanners, das von Truppen des Staates im Philippinisch-Amerikanischen Krieg getragen wurde. Es wurde am 3. März 1911 von der gesetzgebenden Versammlung North Dakotas angenommen, obwohl die Farben zu dieser Zeit noch nicht präzise festgelegt wurden. Die Gesetzgebung glich 1943 die Flagge dem Original-Truppenbanner an, welches im Zentrum des Kulturerbes von North Dakota in Bismarck ausgestellt wird.
Das offizielle Verhältnis der Flagge ist 33:26, bedeutend kürzer als andere Flaggen; trotzdem wird die Flagge praktisch immer in einem Verhältnis von 5:3 produziert und verkauft.